# Клод де Тулонжон
Клод де Тулонжон (фр. Claude de Toulongeon) — бургундський воєначальник.

## Біографія
Син Антуана де Тулонжона, сеньйора де Трав, маршала і губернатора Бургундії, і Катрін де Бурбон-Монперру, пані де Клессе.
Сеньйор де Ла-Басті, Турез і Шательє в Шампані, камергер герцога Бургундії Філіпа III Доброго. Був посвячений у лицарі 1453 року. 1454 року був одним із сеньйорів, які повторили слідом за герцогом клятву фазана.
Двоюрідний брат Клода Жан IV де Тулонжон, барон де Сеннесе (пом. 1462), призначив його опікуном свого сина Філібера.
За словами Олів'є де Ламарша та Луї Голлю Клод був перевіреним воїном, з репутацією чудового капітана. Особливу популярність йому принесло участь в обороні Франш-Конте під час війни за Бургундську спадщину.
Марія Бургундська включила його до складу ради за губернатора Франш-Конте Жана де Шалона, принца Оранського.
Він був нагороджений орденом Лицаря Золотого Руна в травні 1481 року в столиці Гертогенбосі.

## Родина
Дружина — Гієметта де Вержі, дама де Бурбон-Лансі та Антіньї, дочка Гійома де Вержі, сеньйора де Арк-ле-Гре та Отре, і Клод де Латремуй, дами де Бурбон-Лансі та Антін'ї, вдова Гійома де Понтайє сеньйора де Тальме
Діти:
- П'єр де Тулонжон, сеньйор д'Анкреді, Сен-Венсан та Ла-Мотт-де-Пре. Дружина: Марі дю Вердьє
- Жанна де Тулонжон. Чоловік: Рене де Ламотт-Фуке, барон де Сен-Сюрен